# Maksim Khramtsov
Maksim Sergeyevich Khramtsov (russo:  Максим Сергеевич Храмцов; IPA: [mɐˈksʲim xrɐmˈtsof]; Curgã, 12 de janeiro de 1998) é um taekwondista russo, campeão olímpico.

## Carreira
Formado pela Universidade Estadual de Nizhnevartovsk, Rashitov conquistou a medalha de ouro nos Jogos Olímpicos de Verão de 2020 em Tóquio como representante do Comitê Olímpico Russo, após confronto na final contra o jordaniano Saleh Al-Sharabaty na categoria até 80 kg. Ele teve o mesmo desempenho quando se tornou campeão no Campeonato Mundial de Taekwondo de 2017.